# Tjärusjötjärnen
Tjärusjötjärnen är en sjö i Ånge kommun i Medelpad och ingår i Ljungans huvudavrinningsområde. Sjön har en area på 0,139 kvadratkilometer och ligger 254,4 meter över havet.

## Delavrinningsområde
Tjärusjötjärnen ingår i det delavrinningsområde (693477-146702) som SMHI kallar för Ovan VDRID = 693288-146664 i 693288-146664s vatte*. Medelhöjden är 323 meter över havet och ytan är 5,71 kvadratkilometer. Det finns inga avrinningsområden uppströms utan avrinningsområdet är högsta punkten. Vattendraget som avvattnar avrinningsområdet har biflödesordning 3, vilket innebär att vattnet flödar genom totalt 3 vattendrag innan det når havet efter 156 kilometer. Avrinningsområdet består mestadels av skog (84 procent). Avrinningsområdet har 0,17 kvadratkilometer vattenytor vilket ger det en sjöprocent på 2,9 procent.